# Божић у Украјини
Традиционалне украјинске божићне свечаности почињу на Бадње вече, које се празнује од 24. децембра до 6. јануара, на дан прославе крштења Исусовог, познатог у Украјини као Водохрешче или Јордан, према грегоријанском календару и ревидираном јулијанском календару од стране Православне цркве Украјине, Католичке цркве (укључујући латинске и гркокатолике) и протестанти.
Украјинска православна црква Московске патријаршије (осим румунских парохија) и неке парохије Украјинске православне цркве славе Божић по јулијанском календару, па грегоријански празници трају од 6. јануара до 19. јануара. Јерменска епархија Украјине Јерменске апостолске цркве и Јерменске католичке цркве у Украјини Божић прослављају од 5. до 6. јануара заједно са Богојављењем по грегоријанском календару.
Божић је у великој мери избрисан из украјинског календара током већег дела 20. века због антирелигијске политике Совјетског Савеза, али многе његове традиције су преживеле и поново се оживљавају.

## Историја
У Украјини је Божић постао званична прослава крштењем Русије које је наредио кнез Владимир крајем 10. века. Међутим, с обзиром на рану хришћанску заједницу Кијевске Русије, прослава може имати дужу историју.
У 19. веку, раскошно украшено божићно дрво постало је централно место празника, традиција коју је првобитно увезла супруга Николаја И, Александра Фјодоровна, из њене родне Пруске. Традиција давања поклона деци на Божић заживела је отприлике у исто време. Божићне поклоне је традиционално донео Дед Мороз (укр. Дід Мороз) или Деда Мраз, украјински пандан Светог Николе или Деда Мраза, додуше мало виши и мање стасит. Укорењен у словенском фолклору, Деда Мороза прати његова прелепа унука Снегурка (укр. Снігурка, снешка девојка), која се са њим вози на саоницама које вуку трио коња.
Током раног совјетског периода, све верске прославе су биле обесхрабрене званичном државном политиком атеизма. Бољшевици су тврдили да је Божић био пагански ритуал обожавања сунца без основа научне чињенице и осуђивали јелку као буржоаски немачки увоз.  Године 1929, сви верски празници, укључујући Божић, укинути су декретом стаљинистичког режима. Међутим, у изненађујућем заокрету државне политике 1935. године, многе украјинске божићне традиције оживљене су као део секуларне новогодишње прославе након што су саветници Јосифа Стаљина убедили Вожд у потребу пролетера да се одморе од свог тешког рада у средини. дуге, хладне зиме. Божићно дрво је преиначено у „новогодишњу јелку“ (укр. Новорічна ялинка) да му се диве сва деца широм Совјетског Савеза, укључујући и ону у републикама које историјски нису славиле Божић због различитих верских традиција, као што су централноазијске. Други украјински божићни атрибути и традиције, као што су давање поклона, посете Дида Мороза и божићни украси, изгубили су свој верски значај и постали су повезани са прославама Нове године, које су биле секуларне природе. 
Године 1991. након распада Совјетског Савеза, Божић је поново успостављен заједно са другим верским празницима. Нарочито последњих година, дошло је до промене од Дида Мороза, који је постао повезан са наслеђем из совјетског доба, ка традиционалнијем Светом Николи (укр. Святий Миколай), који је некада био популарнији у западној Украјини .  Постојале су гласине да су власти обесхрабриле слике Деда Мороза због руско-украјинског рата ; међутим, украјинско Министарство културе је то оповргло.

## Датум прославе
Од 2017. године, 25. децембар, Божић по грегоријанском календару, постао је званични државни празник у Украјини. Источне православне цркве се претежно придржавају јулијанског календара, а 7. јануар је такође државни празник у Украјини. У децембру 2020. поглавар Украјинске православне цркве, митрополит Епифаније, рекао је да је промена датума Божића у Украјини на 25. децембар могућа након што и црква и верници буду спремни за такву одлуку, након спровођења образовног рада. Наведено је да би одлагање прославе Крсне славе Господње повлачило за собом промену датума свих утврђених празника на пре 13 дана. У децембру 2020. поглавар Украјинске гркокатоличке цркве (УГКЦ), патријарх Свјатослав, изјавио је да ће Гркокатоличка црква решити ово питање „заједно са нашом православном браћом”. Такође је напоменуо да ово питање није догматско, да треба да превазиђе црквене поделе, а не да изазове нове, а прелазак на прослављање Божића у новом стилу — 25. децембра, треба да иницирају лаици.
Око стотину парохија румунске националне мањине у Украјини, које су део Украјинске православне цркве Московске патријаршије, увек су славиле Божић 25. децембра по Ревидираном јулијанском календару, баш као и Румунска православна црква.
Дана 18. октобра 2022. године, Православна црква Украјине дозволила је епархијама да одржавају божићне службе по ревидираном јулијанском календару, односно 25. децембра. У случају богослужења, њени учесници се на овај дан ослобађају од ограничења поста.
Свети Синод ПКП је 2. фебруара 2023. године дозволио и одобрио процедуру благослова парохија и манастира за пуну употребу прерађеног јулијанског календара , а 24. маја 2023. одржавање седнице Савета св. Владике, где ће бити покренуто питање календарске реформе.
У фебруару 2023. УГЦЦ је одлучила да од септембра 2023. пређе на нови стил (ревидирани јулијански календар) за фиксне празнике (и.е. осим Ускрса)  Парохије УГКЦ које нису спремне да пређу на нови стил 2023. имају прелазни рок до 1. септембра 2025. године да изврше промену. 
Од 24. маја 2023. године, ОЦУ је званично прогласила да ће 25. децембар бити стални датум за божићне комеморације и свечаности за украјинске православне вернике, пошто је Црква званично формализовала усвајање ревидираног јулијанског календара за фиксне празнике и свечаности у складу са другим Православне цркве света, са Васкрсом се чувају по старом јулијанском календару. Месни савет је 27. јула одобрио прелаз.
Председник Украјине Володимир Зеленски је 28. јуна 2023. године поднео Врховној ради (украјински национални парламент) нацрт закона којим се укида Божићни празник 7. јануара по јулијанском календару и потврђује 25. децембар као једини дан прославе, што одражава промене у ОЦУ и УГЦЦ календари.   Скупштина је усвојила овај закон 14. јула 2023. године, а за то је гласао 241 посланик.  Зеленски је потписао закон 28. јула 2023.
Према студији коју је спровела међународна компанија Делоитте у новембру 2023. године, након преласка украјинских хришћанских цркава на нови стил, већина Украјинаца (око 45%) славиће Божић 25. децембра, а само 17% 7. јануара, а 32% планира да слави два пута.

## Свјатиј вечер (свето вече)
Бадње вече 24. децембра се у Украјини зове Свјатиј вечир ( Свјатиј вечир ) или Свјатвечир (Свето вече) и има много обичаја и ритуала, од којих већина претходи увођењу хришћанства у Украјину. Традиције укључују украшавање куће и трпезе посебним атрибутима (симболички сноп пшенице зван дидух, бели лук, сено и други), извођење колијадки („певања“) и тако даље. Сваки ритуал има своје значење и сврху, као и неколико праменова сена на извезеном столњаку као подсетник на јасле у Витлејему. Један истакнути обичај ноћи је посебна вечера, названа Свиата Вечериа („Света вечера“).
Украјинци ОЦУ и УГЦЦ посте на Светом вечиру (католици и протестанти Латинске цркве такође могу изабрати да следе традицију тог дана); тек кад се прва звезда угледа на вечерњем небу, нека почне вечера. Породица се окупља на вечери која обично укључује 12 јела (број може варирати од 7 до 17). Ових дванаест јела су традиционално веганска плус риба и не садрже месо, млеко или јаја.  Док се јела која се служе могу варирати по регионима, као и од породице до породице, два обавезна јела су узвар и кутија, за које етнограф Кхведир Вовк сматра да су обоје остаци древних ритуала који датирају из доба неолита. Кутиа (јело од жита, меда и мака) се традиционално прво служи за јело, након што је глава домаћинства принесе мразу. Кашика се баци на таван, а у сеоским местима број макова који штапићи наговештавају богатство њива, воћњака и домаћих животиња у наредној години. Ретко се служи у друго доба године. Узвар је напитак, направљен од куваног сувог воћа и бобичастог воћа. Може се помешати са кутијом или послужити засебно на крају оброка. Порције оба јела се такође издвајају преко ноћи у покутији, углу куће са православним/источнокатоличким иконама или латинокатоличким ликовима светаца, за преминуле претке у породици или, у новијим случајевима, за чланове породице убијене током Руско-украјински рат (посебно они који су били КИА у Оружаним снагама Украјине и другим униформисаним организацијама).
Затим следи целоноћно божићно бденије, породице затим иду у своје локалне парохијске цркве или протестантске цркве да присуствују у знак захвалности за Спаситељево рођење у штали.

## Кољадки(певање)
На крају свечане вечере и бденија које следи, породица често пева песме ( колиадки, једнина колиадка ). У многим заједницама древну украјинску традицију колендања настављају групе младих људи и чланови организација и цркава који се јављају по кућама и прикупљају прилоге. Позната коледа је Nova radist stala, Бох предвицхнии народивсиа,  Dobryi vechir tobi, pane hospodariu, Vo Vyfleiemi nyni novyna, Nebo i zemlia nyni torzhestvuiut, Boh sia rozhdaie итд.

## Дидукх(деда)
У села (земљорадничке заједнице), глава домаћинства уноси сноп жита зван дидух, што представља значај древних и богатих усева пшенице Украјине, штапа живота кроз векове. Дидукх буквално значи "дух деде", тако да симболизује претке породице. У украјинским градским кућама дидух се може купити, а често је троножни направљен од плетеног житарица и сушене траве и цвећа.

## Шопка(јаслице)
Шопка ( вертеп ) је традиционална преносива сцена јаслица која се користи за представљање јаслица и других фигура у облику лутке .

## Галерија
- Божићна маркица из 2006. приказује Светог Николу и децу
- Религиозна слика приказује обожавање пастира
- Певање у Лавову
- Кутиа